# Agrostemma githago
A Agrostemma githago, vulgarmente chamada nigela, niela-bastarda, axenuz, beijo-de-freira, erva-fina, erva-sapa, canavora ou candelária, é uma erva daninha tóxica (embora às vezes utilizada ornamentalmente) encontrada na Europa, onde ataca principalmente as culturas do trigo e do milho.  Ela é uma planta curiosa e extraordinária, um caso raro do que se chama de alelopatia positiva, tendo em vista que a maioria das alelopatias são negativas. Algumas pesquisas mostram que essa pequena planta pode gerar um efeito bastante positivo nas culturas se utilizada de forma racional.

## Distribuição
A planta é encontrada em terras aráveis em todos os continentes, exceto a Antártica, em diversas altitudes, e em ilhas como a Nova Zelândia. Na América, contudo, não é nativa.

## Alelopatia
Ao observar os campos atacados pela Agrostemma githago uma pesquisadora a Dra. Danica Gajic, da Servia, verificou que antes de matar o trigo havia um desenvolvimento fora do normal nas plantas localizadas próximas às plantas de Agrostemma githago. Isso intrigou a pesquisadora que passou a estudar mais afundo as interações entre essa planta e as plantas cultivadas. A pesquisadora descobriu que a Agrostemma githago tinha o efeito de aleopatia. A pesquisadora descobriu que o extrato da Agrostemma githago aplicado de forma e dose adequada produz um efeito altamente positivo nas plantas cultivadas.
Ao entrar em contato com as plantas cultivadas o extrato da  Agrostemma githago simula um ataque por erva daninha e quando a planta percebe a presença das substâncias ativas são desencadeadas, em seu interior, uma série de reações bioquímicas que resultam no aumento expressivo de produtividade e qualidade. Estudos comprovam que o extrato da Agrostemma githago atua no metabolismo tanto em nível de órgãos e tecidos como a nível de células.
Todas as reações provocadas pelo extrato da Agrostemma githago produzem uma série de efeitos positivos na planta, entre eles podemos listar: aumenta no teor de clorofila a e b e da taxa fotossintética, maior desenvolvimento das raízes, maior desenvolvimento da parte aérea, maior vigor de germinação das sementes, maior resistência a pragas e doenças e danos climáticos (geada, seca e etc.), melhoria na qualidade de frutos, grãos e outros órgãos comestíveis em resumo aumento significativo da produtividade e qualidade.
Estudos compravam também que o extrato da Agrostemma githago induz à produção de triptofano, aminoácido precursor do fito hormônio AIA (Ácido Indol-3-Acético), responsável pelo crescimento da parte aérea e da raiz. Ainda, a planta possui por aleloquímico principal a alantoína.

## Importância
A descoberta dos efeitos positivos da Agrostemma githago tem trazido desde a década de 70 enormes benefícios aos agricultores europeus, pois os mesmo utilizam o extrato dessa erva para induzir as plantas cultivadas a produzirem mais, sem risco ao meio ambiente e aos consumidores devido ao extrato ser totalmente natural.
O crescimento da população mundial tem aumentado de forma assustadora a demanda por alimentos o que estimula o setor agrícola a produzir cada vez mais. Porém o aumento na produção agrícola traz consigo serias conseqüências ambientais e sociais como a poluição do meio ambiente com produtos tóxicos, contaminação de alimentos pelo uso exagerado de agrotóxicos e desmatamento de áreas florestais para expansão da fronteira agrícola. Dentro desse contexto se faz extremamente necessário a descoberta de tecnologias sustentáveis, ou seja, que gerem benefícios financeiros sem causar danos às gerações futuras. Técnicas como a utilização do extrato da Agrostemma githago para aumento da produtividade das culturas são muito bem vindas, pois não poluem o meio ambiente, evitam o desmatamento devido à maior produção na área já plantada e trazem um maior retorno financeiro ao produtor.